# Бред Маршенд
Бред Маршенд (англ. Brad Marchand; нар. 11 травня 1988, Галіфакс) — канадський хокеїст, крайній нападник клубу НХЛ «Бостон Брюїнс». Гравець збірної команди Канади.
Володар Кубка Стенлі.

## Ігрова кар'єра
Хокейну кар'єру розпочав 2003 року виступами в юніорській лізі. З 2004 по 2008 виступає за клуби ГЮХЛК.
2006 року був обраний на драфті НХЛ під 71-м загальним номером командою «Бостон Брюїнс». 
У НХЛ дебютував 21 жовтня 2009 року проти Нашвілл Предаторс. Свою першу шайбу закинув 3 листопада 2010 в ворота «Баффало Сейбрс», які захищав Юнас Енрот.
У сезоні 2010/11 вболівальники визнали його найкращим гравцем «Брюїнс». В плей-оф Кубка Стенлі Маршенд набрав 19 очок в 25 матчах, а його два голи в останньому фінальному матчі проти «Ванкувер Канакс» принесли бостонцям шостий Кубок Стенлі. 
У міжсезоння Бред продовжив свій контракт з клубом на два роки. 
23 грудня 2011 року Маршенд зробив свій перший в кар'єрі НХЛ хет-трик у матчі проти «Флорида Пантерс» (8:0). 9 січня 2012 отримав дискваліфікацію на п'ять матчів через грубу гру проти захисника «Ванкувер Канакс» Самі Сало.
Два наступних сезони не були такими вдалими для гравця з огляду на непотрапляння команди до плей-оф, хоча він продовжував входити до числа провідних бомбардирів клубу.
У вересні 2016, напередодні Кубка світу, він продовжує контракт з «Брюїнс» на вісім-дев'ять років до кінця сезону 2024/25 на суму $49 мільйонів.
14 березня 2017 нападник забив свій другий хет-трик в кар'єрі в матчі проти «Ванкувер Канакс» 6:3.
У сезоні 2017–18 його з партнерами по ланці Патріса Бержерона та Давіда Пастрняка почали називати лінією «Досконалість». У цьому ж сезоні Маршенд зробив третій хет-трик у своїй кар'єрі в матчі проти «Детройт Ред Вінгз».
У наступних двох сезонах Бред ще додав до свого активу два хет-трики.
20 вересня 2023 року Бреда було обрано капітаном команди через завершення ігрової кар'єри Патрісом Бержероном. 18 листопада Маршенд зробив свою 500-у результативну передачу в НХЛ у матчі проти «Монреаль Канадієнс». 13 лютого 2024 року Бред провів 1000-у гру в НХЛ.

## Збірна
У складі молодіжної збірної Канади двічі вигравав чемпіонат світу серед молоді 2007 та 2008 роках. У складі національної збірної виграв чемпіонат світу 2016 року та Кубок світу 2016. 

## Нагороди та досягнення
- Володар Кубка Стенлі в складі «Бостон Брюїнс» — 2011.
- Учасник матчу усіх зірок НХЛ — 2017, 2018.
- Перша команда всіх зірок НХЛ — 2017, 2021.
- Друга команда всіх зірок НХЛ — 2019, 2020.
- Володар Кубка Стенлі в складі «Флорида Пантерс» — 2025.

## Статистика

### Клубні виступи
| Сезон        | Клуб                | Ліга         | Регулярний сезон | Регулярний сезон | Регулярний сезон | Регулярний сезон | Регулярний сезон | Плей-оф | Плей-оф | Плей-оф | Плей-оф | Плей-оф |
| Сезон        | Клуб                | Ліга         | І                | Г                | П                | О                | ШХ               | І       | Г       | П       | О       | ШХ      |
| ------------ | ------------------- | ------------ | ---------------- | ---------------- | ---------------- | ---------------- | ---------------- | ------- | ------- | ------- | ------- | ------- |
| 2003–04      | «Дартмут Сабвейс»   | NSAAA        | 49               | 47               | 42               | 89               | 64               | —       | —       | —       | —       | —       |
| 2004–05      | «Монктон Вайлдкетс» | ГЮХЛК        | 61               | 9                | 20               | 29               | 52               | 11      | 1       | 0       | 1       | 7       |
| 2005–06      | «Монктон Вайлдкетс» | ГЮХЛК        | 68               | 29               | 37               | 66               | 83               | 20      | 5       | 14      | 19      | 34      |
| 2006–07      | «Валь-д'Ор Форерс»  | ГЮХЛК        | 57               | 33               | 47               | 80               | 108              | 20      | 16      | 24      | 40      | 36      |
| 2007–08      | «Валь-д'Ор Форерс»  | ГЮХЛК        | 33               | 21               | 23               | 44               | 36               | —       | —       | —       | —       | —       |
| 2007–08      | «Галіфакс Мусгедс»  | ГЮХЛК        | 26               | 11               | 19               | 30               | 40               | 14      | 3       | 16      | 19      | 18      |
| 2008–09      | «Провіденс Брюїнс»  | АХЛ          | 79               | 18               | 41               | 59               | 67               | 16      | 7       | 8       | 15      | 26      |
| 2009–10      | «Провіденс Брюїнс»  | АХЛ          | 34               | 13               | 19               | 32               | 51               | —       | —       | —       | —       | —       |
| 2009–10      | «Бостон Брюїнс»     | НХЛ          | 20               | 0                | 1                | 1                | 20               | —       | —       | —       | —       | —       |
| 2010–11      | «Бостон Брюїнс»     | НХЛ          | 77               | 21               | 20               | 41               | 51               | 25      | 11      | 8       | 19      | 40      |
| 2011–12      | «Бостон Брюїнс»     | НХЛ          | 76               | 28               | 27               | 55               | 87               | 7       | 1       | 1       | 2       | 2       |
| 2012–13      | «Бостон Брюїнс»     | НХЛ          | 45               | 18               | 18               | 36               | 27               | 22      | 4       | 9       | 13      | 21      |
| 2013–14      | «Бостон Брюїнс»     | НХЛ          | 82               | 25               | 28               | 53               | 64               | 12      | 0       | 5       | 5       | 18      |
| 2014–15      | «Бостон Брюїнс»     | НХЛ          | 77               | 24               | 18               | 42               | 95               | —       | —       | —       | —       | —       |
| 2015–16      | «Бостон Брюїнс»     | НХЛ          | 77               | 37               | 23               | 60               | 90               | —       | —       | —       | —       | —       |
| 2016–17      | «Бостон Брюїнс»     | НХЛ          | 80               | 39               | 46               | 85               | 81               | 6       | 1       | 3       | 4       | 6       |
| 2017–18      | «Бостон Брюїнс»     | НХЛ          | 68               | 34               | 51               | 85               | 63               | 12      | 4       | 13      | 17      | 16      |
| 2018–19      | «Бостон Брюїнс»     | НХЛ          | 79               | 36               | 64               | 100              | 96               | 24      | 9       | 14      | 23      | 14      |
| 2019–20      | «Бостон Брюїнс»     | НХЛ          | 70               | 28               | 59               | 87               | 82               | 13      | 7       | 5       | 12      | 2       |
| 2020–21      | «Бостон Брюїнс»     | НХЛ          | 53               | 29               | 40               | 69               | 46               | 11      | 8       | 4       | 12      | 12      |
| 2021–22      | «Бостон Брюїнс»     | НХЛ          | 70               | 32               | 48               | 80               | 97               | 7       | 4       | 7       | 11      | 10      |
| 2022–23      | «Бостон Брюїнс»     | НХЛ          | 73               | 21               | 46               | 67               | 74               | 7       | 4       | 6       | 10      | 2       |
| 2023–24      | «Бостон Брюїнс»     | НХЛ          | 82               | 29               | 38               | 67               | 78               | 11      | 3       | 7       | 10      | 16      |
| Усього в НХЛ | Усього в НХЛ        | Усього в НХЛ | 1,029            | 401              | 528              | 929              | 1,051            | 157     | 56      | 82      | 138     | 159     |

### Збірна
| Рік                | Команда            | Турнір             | Місце              | І  | Г  | П | О  | ШХ |
| ------------------ | ------------------ | ------------------ | ------------------ | -- | -- | - | -- | -- |
| 2005               | Канада Атлантик    | U17                | 3                  | 6  | 5  | 6 | 11 | 10 |
| 2007               | Канада             | МЧС                | 1                  | 6  | 2  | 0 | 2  | 2  |
| 2008               | Канада             | МЧС                | 1                  | 7  | 4  | 2 | 6  | 4  |
| 2016               | Канада             | ЧС                 | 1                  | 10 | 4  | 3 | 7  | 10 |
| 2016               | Канада             | КС                 | 1                  | 6  | 5  | 3 | 8  | 8  |
| Молодіжна збірна   | Молодіжна збірна   | Молодіжна збірна   | Молодіжна збірна   | 20 | 11 | 8 | 19 | 16 |
| Національна збірна | Національна збірна | Національна збірна | Національна збірна | 16 | 9  | 6 | 15 | 18 |